# Jaciment arqueològic de Khalandrianí-Kastrí
Chalandrianí-Kastrí (grec: Χαλανδριανή-Καστρί) és un jaciment arqueològic situat al nord-est de l'illa de Siros, a Grècia.

## Característiques
En aquesta àrea arqueològica s'ha trobat un assentament al cim del pujol de Kastrí i una important necròpoli que s'estenia per un altiplà pròxim, pertanyents a la civilització ciclàdica.

### Assentament de Kastrí
L'assentament de Kastrí, habitat a partir de, aproximadament, 2300-2200 ae, era en un turó prop de la costa. A més de les proteccions naturals, estava fortificat amb carreus de marbre i torres de reforç. Entre la ceràmica trobada al llogaret, han aparegut fragments de grans pitos per guardar-hi aliments. Els edificis constaven d'una o dues habitacions i s'hi han trobat foguers. Se suposa que un n'era un obrador de metalls. Una troballa important n'és una diadema d'argent amb decoració de relleu de figures de persones i animals.
La importància i les peculiaritats de l'assentament han fet que la fase historicocultural d'alguns jaciments arqueològics contemporanis i amb característiques semblants —com Lefkandi a Eubea, Kolona a Egina, Rafina a l'Àtica, Akrotiraki a Sifnos, el Mont Cintos de Delos, Panorm a Naxos i alguns de Beòcia— es conega com a «cultura Kastrí».

### Necròpoli de Chalandrianí

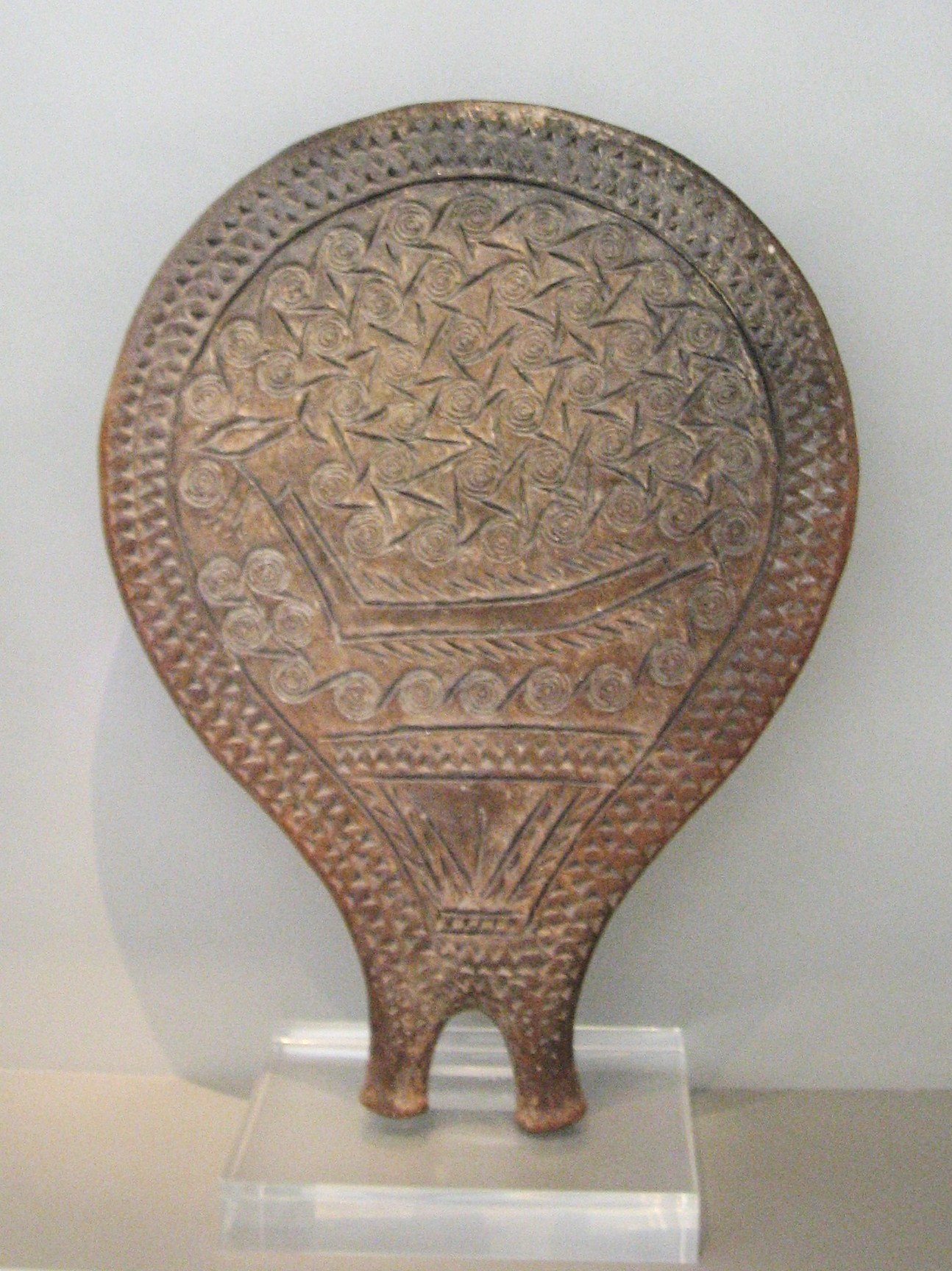
Una paella ciclàdica trobada a la necròpoli de Chalandrianí

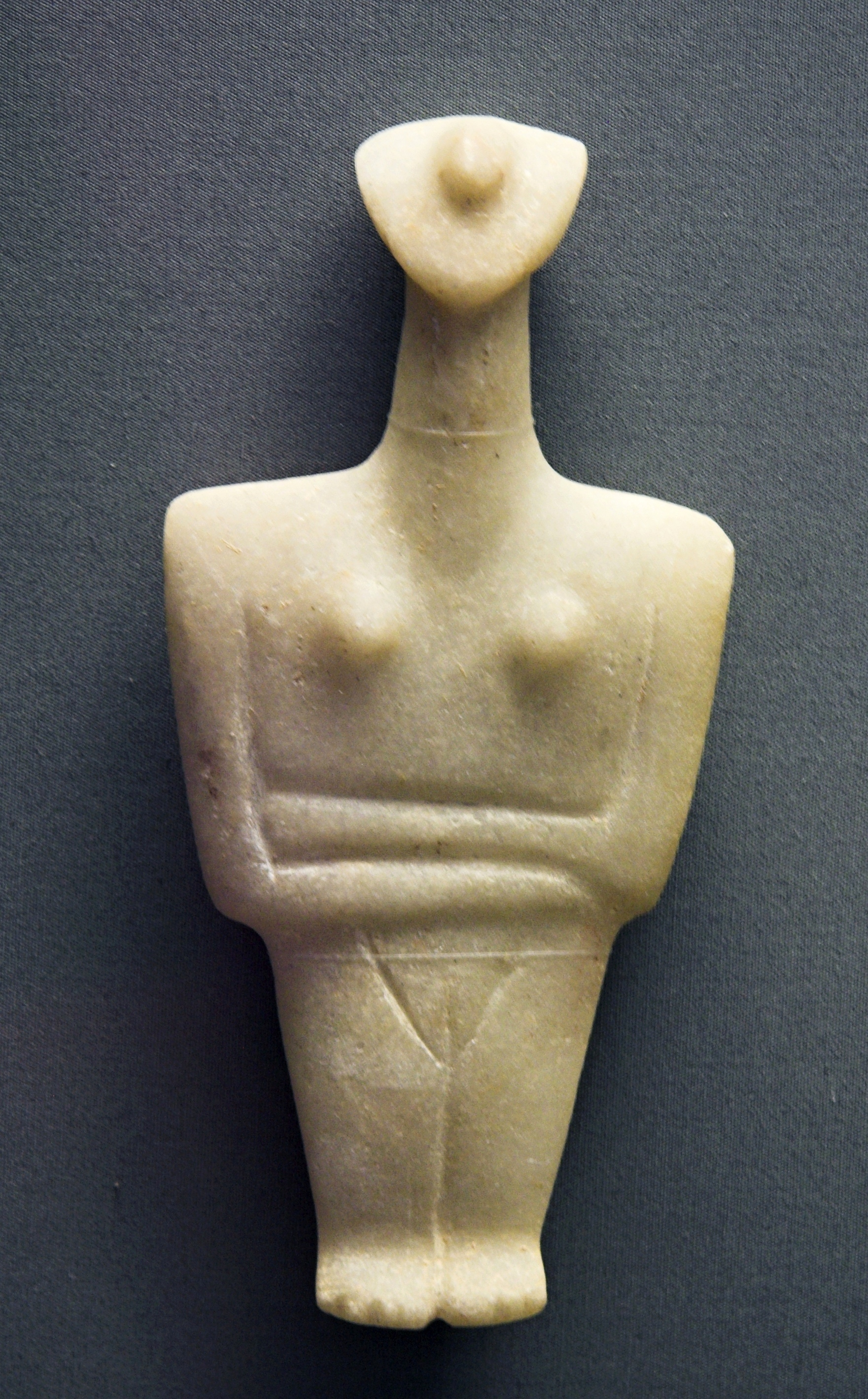
Una de les estatuetes del «tipus Chalandrianí»

La necròpoli de Chalandrianí conté una sèrie de tombes que pertanyen principalment a la cultura Keros-Siros (del 2700 al 2400-2300 ae), tot i que algunes són contemporànies de l'assentament de Kastrí. Se suposa que les primeres tombes estaven associades a un altre assentament de Chalandrianí, sota el poble modern d'aquest nom, però no s'ha estudiat suficientment.
S'han excavat més de 600 tombes distribuïdes en dues seccions, est i oest. Entre els objectes trobats hi ha recipients de ceràmica, objectes de metall, fulles d'obsidiana, restes d'ossos d'animals i petxines marines.
S'hi han trobat també estatuetes femenines. Les seues característiques singulars —braços més prop del triangle púbic, separació de cames indicada per una ranura, espatles i braços més amplis, cap triangular, nas destacat— fan que se les conega com a «tipus Chalandrianí». Altres figuretes trobades pertanyen a un tipus semblant però amb algunes diferències, com espatles una mica menys àmplies, anomenat «tipus Dokathismata».

## Història de les excavacions
Aquest jaciment començà a investigar-se a mitjan s. XIX, les primeres excavacions sistemàtiques, però, se'n feren al 1898 per Christos Tsountas. Després, des de 1962, s'hi inicià una altra fase de recerca dirigida per Eva M. Bossert, François Aron, Christos Georgiou Doumas i Nikolaos Zafiropoulos, i després hi hagué una tercera fase de recerca a partir de 1990 sota la direcció de Mariza Martari.